# Janusz Sytnik-Czetwertyński
Janusz Sytnik-Czetwertyński (ur. w 1967 w Jeleniej Górze) – polski filozof, doktor habilitowany.

## Życiorys
Ukończył studia ekonomiczne na Akademii Ekonomicznej we Wrocławiu. Pracę magisterską napisał pod kierunkiem prof. A. Kornaka. Następnie studiował filozofię na Uniwersytecie Mikołaja Kopernika w Toruniu. W 2006 obronił rozprawę doktorską z filozofii na Uniwersytecie Jagiellońskim w Krakowie. Rozprawa pod tytułem Podstawy monadyzmu fizycznego. Studium porównawcze z metafizyki została napisana pod kierunkiem prof. Jerzego Perzanowskiego, którego był uczniem. W 2012 na Wydziale Filozoficznym Uniwersytetu Jagiellońskiego w Krakowie otrzymał stopień naukowy doktora habilitowanego w zakresie filozofii. Podstawą kolokwium habilitacyjnego była książka „Postacie bytu realnego”, stanowiąca plon wieloletnich badań autora z zakresu ontologii formalnej. W latach 2003–2013 wykładał na Uniwersytecie Jana Kochanowskiego w Kielcach, gdzie od 2007 pełnił funkcję kierownika Pracowni Filozofii.
W latach 2010–2015 nauczał filozofii i deontologii lekarskiej w języku angielskim dla studentów z krajów skandynawskich w Collegium Medicum Uniwersytetu Mikołaja Kopernika, zaś w latach 2010–2016 prowadził wykłady z zakresu psychoontologii na Uniwersytecie Jagiellońskim w Krakowie. Jest członkiem Polskiego Towarzystwa Filozoficznego w Krakowie.
Od 2013 jest pracownikiem Instytutu Filozofii na Wydziale Humanistycznym Uniwersytetu Kazimierza Wielkiego w Bydgoszczy oraz pracownikiem CMKP w Warszawie, na stanowisku profesora.
W roku 2016, decyzją Ministra Zdrowia Konstantego Radziwiłła został powołany na stanowisko Wiceprzewodniczącego Odwoławczej Komisji Bioetycznej przy Ministrze Zdrowia. W tym samym roku został powołany na Przewodniczącego Rady Naukowej KPCK.
W latach 2014–2016 prowadził cykliczne wykłady z filozofii w Polskim Radiu Pomorza i Kujaw pt. „Podróże filozoficzne” (90 audycji). Po ich zakończeniu, kontynuował współpracę z Polskim Radiem, gdzie od marca 2016 prowadzi wykłady pt. „Filozoficzny leksykon pojęć ważnych”. Od września 2016 prowadzi w Radiu PiK drugą edycję „Podróży filozoficznych”.
Prowadzi również działalność artystyczną. Jest pierwszym tenorem Chóru Męskiego „Copernicus” oraz kompozytorem pieśni mistycznych. Obdarzony tenorem spinto o skali c do c2. Jest również absolwentem Szkoły Muzycznej w klasie fortepianu. W roku 2020 ukaże się jego debiutancka powieść pt. „Apokatastaza”. W roku 1992 wydał tomik poezji pt. „Jeden dzień”.
Od chwili śmierci prof. Jerzego Perzanowskiego prowadzi działalność wydawniczą jego prac. Od roku 2012 zredagował i wydał 6 książek jego autorstwa.

## Zainteresowania naukowe

### Filozofia
Pierwsza z jego płaszczyzn zainteresowań naukowych związana jest ściśle z zakresem badań prowadzonych przez Jerzego Perzanowskiego i obejmuje przede wszystkim post-leibnizjańskie rozważania metafizyczne. Druga dotyczy badań z zakresu mistyki i stanowi indywidualne pole badawcze autora. Trzecia skupia się na badaniach z zakresu etyki i zagadnień pokrewnych.

### Bioetyka i nauki o zdrowiu
Od roku 2010 prowadzi działalność naukową w zakresie bioetyki i nauk zdrowiu. Początkowo zajmował się problemem organizacji zdrowia publicznego, a następnie funkcjami zdrowia publicznego (w perspektywie moralnej oraz organizacji i zarządzania). Opublikował również przewodnik po etosie lekarskim dla lekarzy pt. Etos: o filozofii i etyce – dla lekarzy, opublikowany nakładem PWN.
Od roku 2020 zajmuje się problemami profilaktyki, jej świadomością i odczuciami pacjentów, publikując prace w wysoko punktowanych czasopismach naukowych w Polsce i za granicą. W roku 2020, na łamach International Journal of Occupational Medicine & Environmental Health, jako członek zespołu badawczego CMKP, opublikował efekty badań nad stanem publicznej i prywatnej służby zdrowia w Polsce, a dwa lata później, na łamach Journal of Clinical Medicine artykuł na temat problemu badań profilaktycznych w okresie pandemii COVID-19. W roku 2022, został jednym z ekspertów przygotowujących polskie zalecenia dotyczące prewencji chorób u osób palących papierosy. Na łamach International Journal of Environmental Research and Public Health, wraz z zespołem badaczy, opublikował również artykuł na temat świadomości zdrowotnych skutków palenia tytoniu, podgrzewania tytoniu i używania e-papierosów.

## Nagrody i dorobek
Za działalność naukową otrzymał w 2008 nagrodę indywidualną II stopnia Rektora UH-P, w 2009 nagrodę I stopnia, zaś w 2010 ponownie nagrodę II stopnia. W 2012 otrzymał kolejną nagrodę indywidualną I stopnia, tym razem za wyniki prac badawczych oraz uzyskanie stopnia doktora habilitowanego w ciągu sześciu lat od czasu obrony rozprawy doktorskiej.
Jest autorem 15 książek i około 70 artykułów naukowych w czasopismach naukowych w Polsce i za granicą.

### Dorobek naukowy (wybór)

#### Książki
- Metafizyczne Zasady Wszechświata. Kartezjusz – Newton – Leibniz, Wydawnictwo Uniwersytetu Jagiellońskiego, Kraków, 2006, ISBN 978-83-233-2220-7.
- Spór o stworzenie świata. Koncepcje metafizyczne epoki oświecenia, Wydawnictwo Akademii Świętokrzyskiej, Kielce, 2007, ISBN 978-83-7133-366-8.
- Od filozofii do teologii. Rozważania o wartościach (współautor), Wydawnictwo Gens, Kielce, 2007, ISBN 978-8389005-72-4.
- Drobiazgi filozoficzne, Wydawnictwo Uniwersytetu Humanistyczno-Przyrodniczego Jana Kochanowskiego, Kielce, 2008, ISBN 978-83-7133-405-4.
- Postacie bytu realnego, Wydawnictwo FALL, Kraków, 2010, ISBN 978-83-62275-08-3.
- Jerzy Perzanowski – Mój Mistrz i Przyjaciel, Wydawnictwo Uniwersytetu Jagiellońskiego, Kraków, 2010, ISBN 978-83-233-2993-0.
- Ontologia dynamiczna Kanta-Boścovića, Wydawnictwo Fall, Kraków, 2011, ISBN 978-83-62275-27-4.
- Pisma różne Issaca Newtona, z języka angielskiego przełożył, zredagował i przedmową opatrzył Janusz Sytnik-Czetwertyński, Wydawnictwo Uniwersytetu Kazimierza Wielkiego, Bydgoszcz 2015, ISBN 978-83-8018-045-1.
- Zarządzanie podmiotami leczniczymi – teoria i praktyka (red.) CMKP, Warszawa 2015, ISBN 978-83-62110-43-8.
- Księgi wolności, Wydawnictwo Naukowe PWN, Warszawa 2017, ISBN 978-83-01-19694-3.
- Problem jedności, Wydawnictwo Uniwersytetu Kazimierza Wielkiego, Bydgoszcz 2017, ISBN 978-83-8018-162-5.
- Etos. O filozofii i etyce dla lekarzy, Wydawnictwo Naukowe PWN, Bydgoszcz 2018, ISBN 978-83-01-19981-4.

#### Redakcja naukowa
- Rozważania o filozofii prawdziwej. Jerzemu Perzanowskiemu w darze, zebrał i zredagował Janusz Sytnik-Czetwertyński, Wydawnictwo Uniwersytetu Jagiellońskiego, Kraków, 2009, ISBN 978-83-233-2653-3.
- Art of Philosophy. A selection of Jerzy Perzanowski’s Works, edited by Janusz Sytnik-Czetwertyński, Ontos Verlag, Frankfurt-Paris-Lancaster-New Brunswick 2012, ISBN 978-3-86838-130-6.
- Jerzy Perzanowski Droga Prawdy, przełożył z języka angielskiego, zredagował i przedmową opatrzył Janusz Sytnik-Czetwertyński, Wydawnictwo Uniwersytetu Jagiellońskiego, Kraków 2012.
- Jerzy Perzanowski Rozprawa ontologiczna i inne eseje, zredagował i przedmową opatrzył Janusz Sytnik-Czetwertyński, Wydawnictwo Adam Marszałek, Toruń 2015, ISBN 978-83-8019-344-4.
- Jerzy Perzanowski Jest, zredagował i przedmową opatrzył Janusz Sytnik-Czetwertyński, Wydawnictwo Adam Marszałek, Toruń 2016.

#### Wybrane artykuły w czasopismach naukowych

##### Filozofia
- The Philosophical Foundations of the Kinematic Atomism of Ruder Josip Boscovich, „Forum Philosophicum. International Journal for Philosophy”, vol. 12, n. 1, Wydawnictwo Ignatianum & Wydawnictwo WAM, Kraków, 2007, s. 139–157.
- Pojęcie monady w koncepcjach Gottfrieda Wilhelma Leibniza i Immanuela Kanta, „Diametros – Internetowy Serwis Filozoficzny”, numer 15/2008, Instytut Filozofii Uniwersytetu Jagiellońskiego w Krakowie, Kraków, 2008, s. 52–61.
- Fragmenty koncepcji protofizycznej Immanuela Kanta, „Diametros – Internetowy Serwis Filozoficzny”, numer 17/2008, Instytut Filozofii Uniwersytetu Jagiellońskiego w Krakowie, Kraków, 2008, s. 60–69.
- Zwięzła krytyka pojęcia sensorium, od Kartezjusza – przez Newtona, Leibniza, Boscovica – do Kanta, „Zagadnienia naukoznawstwa”, Zeszyt 3-4 (181-182), Polska Akademia Nauk, Warszawa, 2009, s. 373–386.
- Relatywizm a absolutyzm – spór Leibniza z Newtonem o naturę świata, [w:] „Kwartalnik Filozoficzny”, Tom XXXVIII, Zeszyt 3, Polska Akademia Umiejętności, Uniwersytet Jagielloński, Kraków 2011, ISSN 1230-4050, s. 123–137.
- Some Eighteenth Century Contributions to the Mind-Body Problem (Wolff, Taurellus, Knutzen, Bulfinger and the Pre-Critical Kant), [w:] „Axiomathes”, vol. 1/2011, Springer-Verlag Italia S.r.l, Milano 2011, ISSN 1122-1151, http://link.springer.com/article/10.1007%2Fs10516-011-9171-y
- Real Man and Real Philosopher, [in:] Art of Philosophy. A selection of Jerzy Perzanowski’s Works, edited by Janusz Sytnik-Czetwertyński, series: Categories vol. 3, Ontos Verlag, Frankfurt-Paris-Lancaster-New Brunswick 2012, ISBN 978-3-86838-130-6, p. 226, p. 9-13.
- The Way to the Monadology, [in:] Art of Philosophy. A selection of Jerzy Perzanowski’s Works, edited by Janusz Sytnik-Czetwertyński, series: Categories vol. 3, Ontos Verlag, Frankfurt-Paris-Lancaster-New Brunswick 2012, ISBN 978-3-86838-130-6, p. 226, p. 15-21.
- Synteza poglądów Isaaca Newtona, [w:] Isaac Newton „Pisma różne: filozofia natury – metafizyka – alchemia”; wybrał, przetłumaczył i przedmową opatrzył Janusz Sytnik-Czetwertyński, Bydgoszcz: Wydawnictwo Uniwersytetu Kazimierza Wielkiego, 2015, s. 9–37

##### Etyka
- The problem of lesser evil within the context of public health, [in:] „Journal of Education, Health and Sport” – 2016, Vol. 6, no 10, Wydawnictwo UKW 2016, pp. 299-308, ISSN 2391-8306.
- The individual face to face with public health: a conflict of interests or a conflict of conditions?, [in:] „Journal of Education, Health and Sport” – 2016, Vol. 6, no 2, UKW 2016, pp. 223-237, ISSN 2391-8306.
- Ethics and law in public health (współautor), [w:] „Hygeia Public Health”, tom 49, nr 3, s. 377–381, ISSN 1509-1945.
- Ethical values and economic determinants – a dispute over the shape of health care management system, [in:] „Journal of Education, Health and Sport – 2016; Vol. 6, no 11, pp. 87-97, ISSN 2391-8306.

##### Tłumaczenia
- Immanuel Kant, Monadologia fizyczna, tłum. Janusz Sytnik-Czetwertyński, „Kwartalnik Filozoficzny”, Tom XXXVI, Zeszyt 4, Polska Akademia Umiejętności i Uniwersytet Jagielloński, Kraków, 2008, s. 111–125.
- Ruder Josip Bošković, O duszy, tłum. Janusz Sytnik-Czetwertyński, „Kwartalnik Filozoficzny”, Tom XXXVII, Zeszyt 4, Polska Akademia Umiejętności i Uniwersytet Jagielloński, Kraków, 2009, s. 101–117.
- G.W. Leibniz, List do Bernoulliego z 29 marca 1715 roku, tłum. Janusz Sytnik-Czetwertyński, [w:] „Kwartalnik Filozoficzny”, Tom XXXVIII, Zeszyt 1, Polska Akademia Umiejętności i Uniwersytet Jagielloński, Kraków, 2011, s. 87–89.
- I. Newton Nowa teoria światła i barw, tłum. Janusz Sytnik-Czetwertyński, [w:] „Kwartalnik Filozoficzny”, tom XXXIX, zeszyt 3, Polska Akademia Umiejętności i Uniwersytet Jagielloński, Kraków 2011, s. 143–147.
- I. Newton Notatki z zakresu alchemii, [w:] „Kwartalnik Filozoficzny”, tom XLIII, zeszyt 2, Polska Akademia Umiejętności i Uniwersytet Jagielloński, Kraków 2014, s. 169-181, ISSN 1230-4050.

#### Artykuły w pracach zbiorowych
- Immanuela Kanta postkartezjańskie rozważania protofizyczne, [w:] Oblicza filozofii XVII wieku, praca zbiorowa pod red. Stanisława Janeczka, Wydawnictwo KUL, Lublin 2008, ISBN 978-83-7363-786-3, s. 465–473.
- Pojęcie Boga we wczesnej filozofii Immanuela Kanta, [w:] Rozważania o filozofii prawdziwej, praca zbiorowa pod red. Janusza Sytnika-Czetwertyńskiego, Wydawnictwo Uniwersytetu Jagiellońskiego, Kraków 2009, ISBN 978-83-233-2653-3, 269-276.
- Way to the Monadology, [in:] Art of Philosophy. A selection of Jerzy Perzanowski’s Works”, edited by Janusz Sytnik-Czetwertyński, Ontos Verlag, Frankfurt-Paris-Lancester-New Brunswick 2012, ISBN 978-3-86838-130-6, p. 15-21.
- O filozofii prawdziwie twórczej i jej granicach, [w:] Jerzy Perzanowski Rozprawa ontologiczna i inne eseje, zredagował i przedmową opatrzył Janusz Sytnik-Czetwertyński, Wydawnictwo Adam Marszałek, Toruń 2015, ISBN 978-83-8019-344-4.